# Arvidsjaur
Arvidsjaur (en sami septentrional: Árviesjávrrie) és una localitat i centre administratiu del Municipi d'Arvidsjaur, al Comtat de Norrbotten, província de la Lapònia, Suècia, amb 4.683 habitants el 2017.
Arvidsjaur és un centre per a la indústria europea de l'automòbil. Durant els mesos d'hivern, els principals fabricants d'automòbils realitzen proves àrtiques al municipi d'Arvidsjaur. La ciutat també fomenta el turisme oferint excursions en moto de neu, senderisme, esquí, pesca i passejades amb trineus de gossos. Si les coses van segons és previst, Arvidsjaur serà la ubicació de les potes davanteres de l'ant més gran del món - Stoorn - una atracció turística que es construirà des d'Arvidsjaur fins a Skellefteå a Västerbotten. El club de futbol de la ciutat és l'IFK Arvidsjaur.

## Transport
Arvidsjaur ha establert xarxes ferroviàries i de carreteres, i també té un aeroport, amb vols diaris a Estocolm i de temporada a destinacions d'Alemanya. La línia de ferrocarril Inlandsbanan només funciona amb trens turístics a l'estiu. Hi ha autobusos cap a Gällivare, Östersund, Skellefteå, Piteå, Luleå i altres llocs propers.

## Clima
Arvidsjaur té un clima subàctic dominat pels hiverns llargs i que és breument interromput per uns estius moderadament càlids però molt lluminosos a causa de la seva latitud septentrional.
| Dades climàtiques a Arvidsjaur (temperatures 2002-2015; precipitació 1961-1990) | Dades climàtiques a Arvidsjaur (temperatures 2002-2015; precipitació 1961-1990) | Dades climàtiques a Arvidsjaur (temperatures 2002-2015; precipitació 1961-1990) | Dades climàtiques a Arvidsjaur (temperatures 2002-2015; precipitació 1961-1990) | Dades climàtiques a Arvidsjaur (temperatures 2002-2015; precipitació 1961-1990) | Dades climàtiques a Arvidsjaur (temperatures 2002-2015; precipitació 1961-1990) | Dades climàtiques a Arvidsjaur (temperatures 2002-2015; precipitació 1961-1990) | Dades climàtiques a Arvidsjaur (temperatures 2002-2015; precipitació 1961-1990) | Dades climàtiques a Arvidsjaur (temperatures 2002-2015; precipitació 1961-1990) | Dades climàtiques a Arvidsjaur (temperatures 2002-2015; precipitació 1961-1990) | Dades climàtiques a Arvidsjaur (temperatures 2002-2015; precipitació 1961-1990) | Dades climàtiques a Arvidsjaur (temperatures 2002-2015; precipitació 1961-1990) | Dades climàtiques a Arvidsjaur (temperatures 2002-2015; precipitació 1961-1990) | Dades climàtiques a Arvidsjaur (temperatures 2002-2015; precipitació 1961-1990) |
| Mes                                                                             | gen                                                                             | febr                                                                            | març                                                                            | abr                                                                             | maig                                                                            | juny                                                                            | jul                                                                             | ag                                                                              | set                                                                             | oct                                                                             | nov                                                                             | des                                                                             | anual                                                                           |
| ------------------------------------------------------------------------------- | ------------------------------------------------------------------------------- | ------------------------------------------------------------------------------- | ------------------------------------------------------------------------------- | ------------------------------------------------------------------------------- | ------------------------------------------------------------------------------- | ------------------------------------------------------------------------------- | ------------------------------------------------------------------------------- | ------------------------------------------------------------------------------- | ------------------------------------------------------------------------------- | ------------------------------------------------------------------------------- | ------------------------------------------------------------------------------- | ------------------------------------------------------------------------------- | ------------------------------------------------------------------------------- |
| Màxima mitjana °C (°F)                                                          | −6.9 (19.6)                                                                     | −5.4 (22.3)                                                                     | −0.7 (30.7)                                                                     | 4.9 (40.8)                                                                      | 11.4 (52.5)                                                                     | 16.4 (61.5)                                                                     | 19.8 (67.6)                                                                     | 17.8 (64)                                                                       | 11.8 (53.2)                                                                     | 3.9 (39)                                                                        | −1.8 (28.8)                                                                     | −4.6 (23.7)                                                                     | 5.5 (41.9)                                                                      |
| Mitjana diària °C (°F)                                                          | −11.3 (11.7)                                                                    | −9.9 (14.2)                                                                     | −5.7 (21.7)                                                                     | 0.3 (32.5)                                                                      | 6.4 (43.5)                                                                      | 11.6 (52.9)                                                                     | 15.5 (59.9)                                                                     | 13.1 (55.6)                                                                     | 7.8 (46)                                                                        | 0.9 (33.6)                                                                      | −5.1 (22.8)                                                                     | −8.6 (16.5)                                                                     | 1.2 (34.2)                                                                      |
| Mínima mitjana °C (°F)                                                          | −15.3 (4.5)                                                                     | −14.5 (5.9)                                                                     | −10.7 (12.7)                                                                    | −4.2 (24.4)                                                                     | 1.4 (34.5)                                                                      | 6.7 (44.1)                                                                      | 10.2 (50.4)                                                                     | 8.4 (47.1)                                                                      | 3.9 (39)                                                                        | −2.1 (28.2)                                                                     | −8.4 (16.9)                                                                     | −12.6 (9.3)                                                                     | −3.1 (26.4)                                                                     |
| Precipitació mitjana mm (polzades)                                              | 35 (1.38)                                                                       | 26 (1.02)                                                                       | 27 (1.06)                                                                       | 27 (1.06)                                                                       | 38 (1.5)                                                                        | 49 (1.93)                                                                       | 80 (3.15)                                                                       | 76 (2.99)                                                                       | 55 (2.17)                                                                       | 42 (1.65)                                                                       | 43 (1.69)                                                                       | 36 (1.42)                                                                       | 534 (21.02)                                                                     |
| Mitjana de dies de precipitació                                                 | 18                                                                              | 15                                                                              | 14                                                                              | 12                                                                              | 11                                                                              | 13                                                                              | 16                                                                              | 16                                                                              | 16                                                                              | 16                                                                              | 17                                                                              | 18                                                                              | 182                                                                             |
| Font #1:                                                                        |                                                                                 |                                                                                 |                                                                                 |                                                                                 |                                                                                 |                                                                                 |                                                                                 |                                                                                 |                                                                                 |                                                                                 |                                                                                 |                                                                                 |                                                                                 |
| Font #2:                                                                        |                                                                                 |                                                                                 |                                                                                 |                                                                                 |                                                                                 |                                                                                 |                                                                                 |                                                                                 |                                                                                 |                                                                                 |                                                                                 |                                                                                 |                                                                                 |